# Dicranodontium didymodon
Dicranodontium didymodon là một loài Rêu trong họ Dicranaceae. Loài này được (Griff.) Paris mô tả khoa học đầu tiên năm 1896.